# ديفيد روجرز
ديفيد روجرز (بالإنجليزية: David Rogers)‏ (1 يناير 1892 - ) هو لاعب كرة قدم بريطاني (وحمل سابقاً جنسية المملكة المتحدة لبريطانيا العظمى وأيرلندا) في مركز الوسط.